# Webcrawler

Webcrawler var den första söktjänsten för fulltextsökning av webben. Den skapades av Brian Pinkerton och gjordes tillgänglig den 20 april 1994.

## Historia
Sökroboten skapades i januari 1994 av Brian Pinkerton, som då var student vid University of Washington. Han hade skrivit ett dataprogram som automatiskt kunde söka igenom webbsidor, lista deras innehåll, och skapa ett index för användare med särskilda nyckelord för att snabbt hitta önskat innehåll.